# Louise-Hippolyte av Monaco
Louise-Hippolyte av Monaco, född 10 november 1697 i Monaco, död 29 december 1731 i Monaco, var en monegaskisk monark, regerande furstinna av Monaco från 20 februari till 29 december 1731.

## Biografi
Louise-Hippolyte var dotter till Antonio I av Monaco och Maria av Lothringen.  Eftersom hon inte hade några bröder, blev Louise Hippolyte arvinge till Monacos tron. Louise-Hippolyte fick titeln 'Mademoiselle de Monaco'. 
Hennes far bestämde, med Ludvig XIV:s godkännande, att hennes framtida make skulle bära namnet Grimaldi och att hon inte skulle ta hans, vilket annars var sedvänja, för att Monaco inte skulle behöva byta dynasti på grund av hennes kön, och att hennes framtide make skulle bli hennes medregent. 

### Äktenskap
Louise-Hippolyte var tidigt föremål för omfattande äktenskapsförhandlingar.  Förhandlingarna om Louise-Hippolytes äktenskap inleddes på allvar år 1712. Under två års tid förekom konflikter mellan hennes far och hennes mor och moderns familj om hennes framtida äktenskapspartner, som föredrog olika kandidater. 
Huvudkandidaterna var Antons favorit greve de Roye och Maries familjs favorit greve de Chatillon. Marie påverkade sin dotter att motsätta sig faderns kandidat, något som resulterade i att Anton år 1713 spärrade in Louise-Hippolyte i kloster i Aix-en-Provence fram till att frågan var avgjord. Detta fick Marie att lämnade Monaco och ansluta sig till sin far i Paris. Antons äktenskapsförslag för sin dotter mottogs även med kyla vid det franska hovet. Anton såg sig tvungen att frige Louise-Hippolyte från klostret och uppge sina planer på äktenskap mellan henne och Roye.  Vidare kandidater var prins Ludvig August av Dombes, son till Louis Auguste de Bourbon, hertig av Maine. 
Hennes mor lyckades år 1714 i samarbete med sin egen familj lura fadern att gå med på deras kandidat, greven av Matignon, genom att låta honom föreslås av en tredje part. 
Den 20 oktober 1715 gifte hon sig vid 18 års ålder med Jacques François Goyon, Greve av Matignon.  Det faktum att modern hade lurat fadern att gifta arrangera ett äktenskap med den kandidat moderns familj föredrog, gjorde att konflikten mellan föräldrarna förvärrades så pass att Louise-Hippolyte och hennes make flyttade till Frankrike, där de delade sin tid mellan Paris och en egendom i Normandie.  När hennes mor avled 1724, fick hon ärva en betydande förmögenhet. Äktenskapet beskrivs inte som lyckligt.  Hennes make vistades mycket i Versailles, där han hade ett flertal älskarinnor. Louise-Hippolyte beskrivs som en tillbakadragen och skygg personlighet.

### Regeringstid
Den 20 februari 1731 avled hennes far, och Louise-Hippolyte mottog ett brev skrivet av honom strax före hans död. Hon reste ensam utan sin familj från Paris till Monaco, där hon den 4 april 1731 fick ett entusiastiskt mottagande av befolkningen.  I Monaco var befolkningen villig att Louise-Hippolyte som härskare, men visade en ovilja mot att acceptera hennes make, en fransman, som hennes medregent. Louise-Hippolyte lät då svära eden som Monacos härskare som ensam regent och förklara att inga regeringsorder eller lagar skulle vara giltiga utan hennes egen signatur. Enligt en teori gjorde hon detta för att skydda sina och sin sons intressen mot sin makes ambition att överta makten.  När Jacques anlände en kort tid efter att hon svurit eden, var mottagandet kyligare.  Hennes make återvände snart till Frankrike. Louise-Hippolyte regerade Monaco i sju månader. Hon beskrivs som populär under sin korta regeringstid. 
I december av 1731 avled Louise Hippolyte i smittkoppor. Hennes make försökte få Monaco att acceptera en tronföljd där hans son skulle stå under hans förmyndarskap till 25 års ålder och därefter abdikera till förmån för sin far. Hans förslag accepterades inte, och han tvingades i stället acceptera att Antoine Grimaldi utnämndes till förmyndarregent, och måste lämna landet i maj 1732. Han abdikerade till förmån för deras son Honoré året därpå.

## Barn
1. Antoine Charles Marie Grimaldi (1717–1718), markis av Baux and greve av Matignon.
2. Charlotte Thérèse Nathalie Grimaldi  (1719–1790) nunna.
3. Honoré Grimaldi (1720–1795 med Maria Caterina Brignole.
4. Charles Marie Auguste Grimaldi  (1722–1749), greve av Carladés, greve av Matignon.
5. Jacques Grimaldi  (1723–1723)
6. Louise Françoise Grimaldi  (1724–1729), Mademoiselle des Baux.
7. François Charles Grimaldi (1726–1743), greve av Thorigny.
8. Charles Maurice Grimaldi (1727–1798), greve av Valentinois; med Marie Christine de Rouvroy;
9. Marie Françoise Thérése Grimaldi (1728–1743), Mademoiselle d'Estouteville.